# Rodrigo Ferreira Inácio
Rodrigo Ferreira Inácio, mais conhecido apenas por Rodrigo (Lisboa, 29 de junho de 1941) é um fadista português.

## Biografia
Rodrigo nasceu no 29 de Junho de 1941, em Lisboa, no bairro da Graça.
Estreou-se com o quinteto Os Cinco Rei quando tinha dezoito anos, que chegou a gravar um EP para a Valentim de Carvalho.
Dois anos mais tarde, com vinte anos, começa a cantar fado de forma amadora. Tornar-se-á profissional na década de 1970, em 1975, com um repertório assente em letras de poetas populares, entre eles: João Dias, Artur Ribeiro e Barbosa Linhares.

## Reconhecimento
Foi uma das cinquenta figuras do fado e da guitarra portuguesa homenageadas, em 2012, aquando da celebração do primeiro aniversário do fado enquanto Património Imaterial da Humanidade, tendo nessa altura recebido a Medalha Municipal de Mérito (Grau Ouro), da cidade de Lisboa.

## Discografia
Entre a sua discografia encontram-se:
- 1973 - Meu Desejo Sobre o Mar
- 1974 - Eu Sou Povo e Canto Esperança
- 1975 - A Última Tourada Real em Salvaterra
- 1975 - Nada é Pobre Quando é Povo
- 1976 - Coentros e Rabanetes
- 1978 - Não me Importa a Cor da Pele
- 1987 - Rodrigo
- 1990 - O Melhor de Rodrigo[7]
- 1996 - Cais do Sodré